# Список электронных книг Sony
Sony — японская компания-производитель электроники, в 2004 году впервые в мире выпустившая серийную электронную книгу с экраном, выполненным по технологии электронных чернил. С тех пор Sony регулярно выпускает устройства такого типа. Электронных книг с экранами типа TFT компания не производила. В 2013 году компания приняла решение покинуть массовый рынок ридеров, перейдя в сегмент устройств профессионального класса с большими экранами, поскольку не выдержала конкуренции с устройствами от Amazon и Barnes&Noble.
Компания Sony самостоятельно разрабатывает и выпускает ридеры, не прибегая к услугам OEM или ODM производителей. До 2017 года все устройства оснащались процессорами Freescale, однако в последних моделях используются чипы Marvell. Начиная с модели PRS-T1 ридеры имеют прошивку, основанную на ОС Android, до того использовался Linux MontaVista.
В данном списке представлены все электронные книги, выпущенные Sony. Список отсортирован в хронологическом порядке — от старых к новым. В списке указаны основные технические характеристики каждого устройства. Приведены ссылки на подробные обзоры в экспертных изданиях. Дата выпуска устройства указана с точностью до месяца. Если в источниках нет полной информации о соответствующем параметре, она не указывается (в частности, до 2010 года Sony не сообщала точную ёмкость аккумуляторов электронных книг).

## Список
| Изображение | Название               | Дата выпуска  | Размеры                    | Экран                                                               | Процессор                            | Память                                        | Беспроводные соединения              | Аккумулятор        | Источники                          |
| ----------- | ---------------------- | ------------- | -------------------------- | ------------------------------------------------------------------- | ------------------------------------ | --------------------------------------------- | ------------------------------------ | ------------------ | ---------------------------------- |
|             | Sony LIBRIe EBR-1000EP | апрель 2004   | 190х126x13 мм, 190 г       | E-ink Vizplex, 6", 600x800, 4 градации серого, подсветка            | Freescale MC9328MX1, 1 ядро, 200 МГц | 10 МБ, разъём Memory Stick                    | нет                                  | 4 батарейки ААА    | [ 3 ]                              |
|             | Sony PRS-500           | сентябрь 2006 | 175,6х123,6х13,8 мм, 250 г | E-ink Vizplex, 6", 600x800, 4 градации серого                       | Freescale i.MXL, 1 ядро, 200 МГц     | 128 МБ, разъёмы Memory Stick и Secure Digital | нет                                  | Li-Ion аккумулятор | [ 4 ] [ 5 ] [ 6 ]                  |
|             | Sony PRS-505           | октябрь 2007  | 175x122x8 мм, 255 г        | E-ink Vizplex, 6", 600x800, 8 градаций серого                       | Freescale i.MXL, 1 ядро, 200 МГц     | 256 МБ, разъёмы Memory Stick и Secure Digital | нет                                  | Li-Ion             | [ 7 ] [ 8 ] [ 9 ]                  |
|             | Sony PRS-700           | октябрь 2008  | 174x127x10 мм, 283 г       | E-ink Vizplex, 6", 600x800, 8 градаций серого, подсветка, сенсорный | Freescale i.MX31L, 1 ядро, 532 МГц   | 384 МБ, разъёмы Memory Stick и Secure Digital | нет                                  | Li-Ion             | [ 10 ] [ 11 ] [ 12 ] [ 13 ]        |
|             | Sony PRS-300           | август 2009   | 158x107x10 мм, 220 г       | E-ink Vizplex, 5", 600x800, 8 градаций серого                       | Freescale i.MXL, 1 ядро, 200 МГц     | 512 МБ                                        | нет                                  | Li-Ion             | [ 14 ] [ 15 ] [ 16 ] [ 17 ]        |
|             | Sony PRS-600           | август 2009   | 175.3х121.9х10.2 мм, 286 г | E-ink Vizplex, 6", 600x800, 8 градаций серого, сенсорный            | Freescale i.MX31L, 1 ядро, 532 МГц   | 512 МБ, разъёмы Memory Stick и Secure Digital | нет                                  | Li-Ion             | [ 18 ] [ 19 ] [ 20 ] [ 21 ]        |
|             | Sony PRS-900           | август 2009   | 123x206.4x15.1 мм, 360 г   | E-ink Vizplex, 7.1", 600x1024, 16 градаций серого, сенсорный        | Freescale i.MX31L, 1 ядро, 532 МГц   | 2 ГБ, разъёмы Memory Stick и Secure Digital   | 3G (только доступ к каталогу книг)   | Li-Ion             | [ 22 ] [ 23 ] [ 24 ] [ 25 ]        |
|             | Sony PRS-350           | сентябрь 2010 | 147х105х9 мм, 156 г        | E-ink Pearl, 5", 600x800, 16 градаций серого, сенсорный             |                                      | 2 ГБ                                          | нет                                  | Li-Ion, 940 мАч    | [ 26 ] [ 27 ] [ 28 ]               |
|             | Sony PRS-650           | сентябрь 2010 | 120х168х10 мм, 215 г       | E-ink Pearl, 6", 600x800, 16 градаций серого, сенсорный             |                                      | 2 ГБ, разъёмы Memory Stick и Secure Digital   | нет                                  | Li-Ion, 940 мАч    | [ 28 ] [ 29 ] [ 30 ]               |
|             | Sony PRS-950           | сентябрь 2010 | 200x120.8x9.6 мм, 272 г    | E-ink Pearl, 7.1", 600x1024, 16 градаций серого, сенсорный          |                                      | 2 ГБ, разъёмы Memory Stick и Secure Digital   | Wi-Fi b/g/n, 3G                      | Li-Ion, 940 мАч    | [ 31 ] [ 32 ] [ 33 ] [ 34 ]        |
|             | Sony PRS-T1            | сентябрь 2011 | 174.6x111.1x9.5 мм, 167 г  | E-ink Pearl, 6", 600x800, 16 градаций серого, сенсорный             | Freescale i.MX508, 1 ядро, 800 МГц   | 2 ГБ, разъём MicroSD                          | Wi-Fi b/g/n                          | Li-Ion, 1000 мАч   | [ 35 ] [ 36 ] [ 37 ] [ 38 ] [ 39 ] |
|             | Sony PRS-T2            | август 2012   | 173x110x9.1 мм, 167 г      | E-ink Pearl, 6", 600x800, 16 градаций серого, сенсорный             | Freescale i.MX508, 1 ядро, 800 МГц   | 2 ГБ, разъём MicroSD                          | Wi-Fi b/g/n                          | Li-Ion, 1000 мАч   | [ 40 ] [ 41 ] [ 42 ] [ 43 ]        |
|             | Sony PRS-T3            | сентябрь 2013 | 160x109x11.3 мм, 200 г     | E-ink Pearl HD, 6", 1024x758, 16 градаций серого, сенсорный         | Freescale i.MX508, 1 ядро, 1000 МГц  | 2 ГБ, разъём MicroSD                          | Wi-Fi b/g/n                          | Li-Ion, 1000 мАч   | [ 1 ] [ 43 ] [ 44 ] [ 45 ]         |
|             | Sony DPT-S1            | декабрь 2013  | 310x233x6.8 мм, 358 г      | E-ink Mobius, 13.3", 1600x1200, 16 градаций серого, сенсорный       | Freescale i.MX508, 1 ядро, 1000 МГц  | 4 ГБ, разъём MicroSD                          | Wi-Fi b/g/n                          | Li-Ion, 1270 мАч   | [ 46 ] [ 47 ]                      |
|             | Sony DPT-RP1           | апрель 2017   | 302.6x224x5.9 мм, 349 г    | E-ink Mobius, 13.3", 2200x1650, 16 градаций серого, сенсорный       | Marvell IAP140, 4 ядра, 1200 МГц     | 16 ГБ                                         | Wi-Fi a/b/g/n/ac, Bluetooth 4.2, NFC | Li-Ion             | [ 2 ] [ 48 ]                       |
|             | Sony DPT-CP1           | июнь 2018     | 243.5x174.2x5.9 мм, 240 г  | E-ink Mobius, 10.3", 1872x1404, 16 градаций серого, сенсорный       | Marvell IAP140, 4 ядра, 1200 МГц     | 16 ГБ                                         | Wi-Fi a/b/g/n/ac, Bluetooth 4.2, NFC | Li-Ion             | [ 2 ] [ 49 ]                       |